# Lonchorhina inusitata
Lonchorhina inusitata es una especie de murciélagos de Sudamérica. Su hábitat comprende zonas de Brasil, Guayana Francesa, Surinam y Venezuela.